# Андронік Дука (співімператор)
Андронік Дука (грец. Ἀνδρόνικος Δούκας; бл. 1057  —бл. 1078) — візантійський співімператор у 1068—1078 роках.

## Життєпис
Походив з династії Дук. Третій син імператора Костянтина X та євдокії Макремболітіси. Народився близько 1057 року. Навчався під орудою Михайла Пселла та Іоанна Італоса. У 1068 році після смерті батька його матір вийшла заміж за Романа Діогена, який невдовзі зробив Андроніка разом з його братами своїм співволодарем. Втім Андронік дука мало цікавився державними справами, був завзятим мисливцем.
Напочатку 1070-х років супроводжував Діогена у походах проти сельджуків на сході Малої Азії. Втім не брав участь у битвах, скоріше був почесним заручником, щоб його брати за час відсутності Романа IV в столиці не вчинили заколот.
З отримання братом Михайлом VII повної влади залишився його співімператором, проте фактично не впливав на політику. Помер у 1077 або 1078 році, нащадків не залишив.